# Iphionopsis
Iphionopsis là một chi thực vật có hoa trong họ Cúc (Asteraceae).

## Loài
Chi Iphionopsis gồm các loài: